# Conkarah
Conkarah (* 30. Januar 1985 in Kingston; bürgerlich Nicholas Murray) ist ein jamaikanischer Reggae-Sänger.

## Leben
Der in der jamaikanischen Hauptstadt Kingston geborene Sohn einer Britin und eines Jamaikaners besuchte verschiedene Schulen auf Jamaika und in den Vereinigten Staaten. Nach seinem Abschluss zog er nach London, wo durch zahlreiche Auftritte in angesagten Musikclubs erstmals ein breites Publikum auf ihn aufmerksam wurde. Mit einer Reggae-Coverversion von Adeles Lied Hello gelang ihm 2016 der Durchbruch. Daraufhin veröffentlichte er 2018 das Album Reggae Covers, Vol. 1, auf dem ausschließlich Coverversionen bekannter Lieder von Künstlern wie Avicii, Bastille und Justin Bieber enthalten sind.
Mit dem ursprünglich bereits 2019 veröffentlichten Lied Banana, einer Neufassung des Banana Boat Songs, die aus einer Zusammenarbeit mit Shaggy und DJ Fle hervorging, gelang Conkarah im Sommer 2020 der Einstieg unter anderem in die deutschen, österreichischen, schweizerischen und niederländischen Singlecharts. In letztgenannten erreichte der Titel den ersten Platz und hielt sich auf selbigem fünf Wochen. Außerdem ging das Lied mit mehr als 20 Millionen Streams innerhalb eines Monats auf dem Videoportal TikTok viral.

## Diskografie
Studioalben
- 2018: Reggae-Covers, Vol. 1
- 2018: Excita
- 2023: Reggae Cover Up

EPs
- 2015: Don’t Kill My Love
- 2017: Timeless Love
- 2020: Reggae Popstyle
- 2022: Destination Unknown